# TimeCOS
TimeCOS (Time Card Operating System) è il primo sistema operativo proprietario per smart card sviluppato in Cina. 
TimeCOS è conforme alle specifiche ISO 7816 (parti 1,2,3,4) ed al circuito China Finance Integrated Circuit Card.
Le smart card TimeCOS sono utilizzate e sviluppate per diverse applicazioni: dal commercio on-line alle transazioni finanziarie, sistemi di bigliettazione elettronica per il trasporto pubblico locale, riconoscimento di identità, controllo degli accessi.

## Caratteristiche
- Supporta una carta con applicazioni multiple applications (ogni applicazione è indipendente dalle altre);
- Supporta vari tipi di file;
- Supporta vari modi di comunicazione sicura (data security, data integrity);
- Supporta gli algoritmi di cifratura Single DES e Triple DES;
- Supporta diversi protocolli di comunicazione (per le carte a contatto supporta ISO 7816 T=0 e T=1)